# Citicolina
La citicolina, también conocida como citidina 5'-difosfocolina (o CDP-colina por sus siglas en inglés, cytidine diphosphate-choline), es una sustancia natural presente en el organismo que actúa como intermediario clave en la síntesis de fosfatidilcolina, un fosfolípido esencial para la estructura y función de las membranas celulares, especialmente en el cerebro.  Además de su papel en la síntesis de fosfolípidos, la citicolina se utiliza como medicamento nootrópico y neuroprotector, disponible bajo nombres comerciales como Kolnasi, Sentax, Somazina y Ceraxon.

## Indicaciones y uso clínico
La citicolina tiene varias aplicaciones clínicas, principalmente relacionadas con la salud cerebral:
Mejora de la función cognitiva: La citicolina se utiliza para mejorar la memoria, la atención y otras funciones cognitivas, especialmente en personas con deterioro cognitivo leve o relacionado con la edad. Actúa estimulando la biosíntesis de fosfolípidos en las membranas neuronales, lo que contribuye a la salud y función de las neuronas.
Neuroprotección: La citicolina tiene propiedades neuroprotectoras, lo que significa que puede ayudar a proteger las células cerebrales del daño.  Esto es especialmente relevante en condiciones como la hipoxia (falta de oxígeno) y la isquemia cerebral (reducción del flujo sanguíneo al cerebro), donde se ha demostrado que la citicolina puede mejorar la evolución de los pacientes.
Accidente cerebrovascular (ACV): Aunque la investigación inicial sugirió que la citicolina podría ser beneficiosa en la fase aguda del ictus isquémico, estudios más recientes y de mayor envergadura (como el ensayo clínico ICTUS publicado en The Lancet) no han demostrado un beneficio claro en comparación con el placebo, especialmente cuando se administra junto con el tratamiento trombolítico estándar (rTPA). Por lo tanto, su uso rutinario en el ictus agudo no está actualmente respaldado por la evidencia más sólida.  Sin embargo, puede tener un papel en la recuperación a largo plazo después de un ACV.
Enfermedades Neurodegenerativas: La citicolina se estudia en padecimientos neurodegenerativos como lo es la enfermedad de Alzheimer y otras demencias.
Traumatismo craneoencefálico (TCE): La citicolina se ha utilizado como coadyuvante en el tratamiento de pacientes que han sufrido un traumatismo craneoencefálico, con el objetivo de mejorar la recuperación neurológica.
Edema Cerebral: La citicolina ejerce efectos antiedematosos en el tejido cerebral, acelerando la reabsorción del edema en comparación con la reabsorción espontánea, los beneficios de la citicolina en el edema cerebral se sustentan en la restauración de la inserción de enzimas de membrana y la facilitación de su actividad, así como en su capacidad para reducir la imbibición acuosa del parénquima cerebral. Así mismo, controla las lesiones tisulares asociadas al aumento de ácidos grasos libres y para restaurar el metabolismo energético celular mediante la reactivación de la bomba Na+/K+.
Es importante destacar que, si bien la citicolina muestra potencial en estas áreas, la evidencia científica es variable y, en algunos casos, controvertida.  La decisión de usar citicolina debe ser tomada por un médico, considerando la situación clínica individual del paciente.
La citicolina está disponible en forma de ampollas o sobres para administración oral o intravenosa.  La dosis y la duración del tratamiento varían según la indicación y la gravedad de la condición. En España, las presentaciones comunes son ampollas o sobres de 1000 mg. En Latinoamérica, las ampollas suelen contener 500 mg en 5 ml, sin necesidad de dilución.

## Mecanismo de acción
La citicolina actúa a través de varios mecanismos:
Síntesis de fosfatidilcolina: La citicolina es un precursor esencial en la síntesis de fosfatidilcolina, un componente crucial de las membranas celulares, incluidas las neuronas.  Al aumentar la disponibilidad de citicolina, se promueve la producción de fosfatidilcolina, lo que ayuda a mantener la integridad estructural y funcional de las membranas neuronales.
Neurotransmisión: La citicolina puede influir en la neurotransmisión al aumentar la liberación de neurotransmisores como la acetilcolina, la dopamina y la noradrenalina.  Estos neurotransmisores son importantes para la función cognitiva, el estado de ánimo y el movimiento.
Reducción del estrés oxidativo: La citicolina tiene propiedades antioxidantes, lo que significa que puede ayudar a proteger las células cerebrales del daño causado por los radicales libres.  El estrés oxidativo es un factor importante en el envejecimiento cerebral y en diversas enfermedades neurológicas.
Función mitocondrial: Ralentiza la disminución de la actividad enzimática de la ATPasa mitocondrial, restaura la funcionalidad de la Na+/K+ ATPasa y la ATPasa sensible a la oligomicina23
Reabsorción de edema: Acelera la reabsorción del edema cerebral, logrando niveles normales en tan solo cuatro días.

## Toxicidad y efectos adversos
La citicolina generalmente se considera segura y bien tolerada, con pocos efectos adversos.  Los estudios de toxicidad crónica no han revelado anomalías significativas relacionadas con su administración.
Efectos adversos poco frecuentes: En algunos casos, se han reportado efectos adversos leves y transitorios, como:
Malestar gastrointestinal (náuseas, vómitos, diarrea).
Dolor de cabeza.
Insomnio o somnolencia.
Mareos.
Erupción cutánea.
Estudios en animales: En estudios con perros a dosis altas (300-500 mg/kg/día durante tres meses), se observaron vómitos, diarreas y salivación ocasional, pero sin aumento significativo de la mortalidad. También se observaron ligeros aumentos en la creatinina sérica, disminución del volumen de orina, aumento de leucocitos y linfocitos, y aumento del nitrógeno ureico en sangre.
Consumo elevado: Es posible que un consumo elevado de citicolina podría afectar la ingesta de fósforo.
Teratogenicidad: En estudios con conejos albinos durante la organogénesis, la administración de citicolina (800 mg/kg) no produjo efectos teratogénicos significativos, solo un ligero retraso en la osteogénesis craneal en el 10% de los fetos tratados.
En general, la citicolina tiene un perfil de seguridad favorable, pero es importante informar al médico sobre cualquier efecto adverso que se experimente durante su uso.  No se recomienda su uso en mujeres embarazadas o en período de lactancia, a menos que sea estrictamente necesario y bajo supervisión médica.